# 1268 w polityce
Wydarzenia polityczne w 1268 roku.

## Wydarzenia
- Zdobycie Antiochii przez Turków[1].

## Zmarli
- Fryderyk I, margrabia Badenii[2].